# John Jorritsma
Johannes Arnoldus (John) Jorritsma (Bolsward, 16 september 1956) is een Nederlands bestuurder. Hij was commissaris van de Koningin, resp. Koning in Friesland (2008-2016), burgemeester van Eindhoven (2016-2022), Cranendonck (1998-2002) en Budel (1997-1998) en lid van de Provinciale Staten van Noord-Brabant (1994-1998).

## Ambtelijke loopbaan
Jorritsma volgde middelbaar en voortgezet onderwijs in Amersfoort. Hij volgde de opleidingen Publiek Recht I en II aan de Bestuursacademie Utrecht, de Leergang Hoger Management aan het Instituut voor Sociale Wetenschappen en diverse (postdoctorale) opleidingen op het gebied van openbaar bestuur en managementopleidingen specifiek voor de functie van gemeentesecretaris.
Jorritsma begon zijn loopbaan in 1976 als ambtenaar Stadsontwikkeling bij de gemeente Amersfoort. Vervolgens was hij van 1979 tot 1981 ambtenaar Algemene Zaken bij de gemeente Hoevelaken. Van 1981 tot 1984 was hij staffunctionaris college van burgemeester en wethouders/projectorganisatie en van 1984 tot 1987 hoofd afdeling Algemeen Bestuur/Economische Zaken bij de gemeente Leusden. Van 1987 tot 1991 was hij gemeentesecretaris van Loenen aan de Vecht en van 1991 tot 1997 gemeentesecretaris van Sint-Oedenrode.

## Politieke loopbaan
In 1997 werd Jorritsma burgemeester van de nieuw gevormde gemeente Cranendonck (tot 28 januari 1998 onder de naam Budel). Na vijf jaar zei Jorritsma het openbaar bestuur even vaarwel, om in 2002 directeur te worden van de Brabantse Ontwikkelings Maatschappij (BOM). In 2008 keerde hij terug naar Friesland om daar op 16 mei 2008 commissaris van de Koningin te worden.
Op 13 september 2016 werd hij beëdigd tot burgemeester van de gemeente Eindhoven. In juni 2019 kwam Jorritsma landelijk in het nieuws door een Pegidademonstratie op voorhand te verbieden. Volgens de Nationale ombudsman Reinier van Zutphen had Jorritsma zijn besluit onvoldoende gemotiveerd en woog het demonstratierecht zwaarder dan eventuele ongeregeldheden. Op 8 oktober 2021 deelde Jorritsma aan de gemeenteraad en het college mee dat hij geen tweede ambtstermijn als burgemeester ambieerde. Op 13 september 2022 werd hij als burgemeester opgevolgd door Jeroen Dijsselbloem.

## Nevenfuncties
Jorritsma is voorzitter van de raad van toezicht en raad van advies van Stichting Renaissance van het Platteland (voorheen Stichting Innovatie Recreatie en Ruimte) en lid van het bestuur van het Nationaal Restauratiefonds. Sinds 1 oktober 2022 is hij voorzitter van de raad van toezicht van de Avans Hogeschool. Sinds 1 juli 2023 is hij voorzitter van de raad van commissarissen van TU/e Participations en adviseur van The Gate, de regionale tech-start-up helpdesk.

## Onderscheidingen
- Gouden Erepenning van de gemeente Sint-Oedenrode
- Gouden Erepenning van de gemeente Cranendonck
- Provinciale onderscheiding Hertog Jan
- Grootofficier in de Kroonorde (België, 2017)
- Ereteken van de stad Eindhoven (12 september 2022)[10]
- Officier in de Orde van Oranje-Nassau (12 september 2022)[10]

## Familie
Jorritsma is geen familie van oud-burgemeester van Almere Annemarie Jorritsma. Hij is gehuwd en heeft drie kinderen.
- Parlement.com: vht82rkb7ivc